# 波牙鯛
波牙鯛為輻鰭魚綱鱸形目鱸亞目鯛科的其中一種，分布於西印度洋區，從紅海、波斯灣至南非德班海域，棲息深度10-100公尺，體長可達30公分，棲息在沿海泥底質海域，屬雜食性，以藻類、甲殼類、蠕蟲等為食，可做為食用魚。